# Salpetersjudare

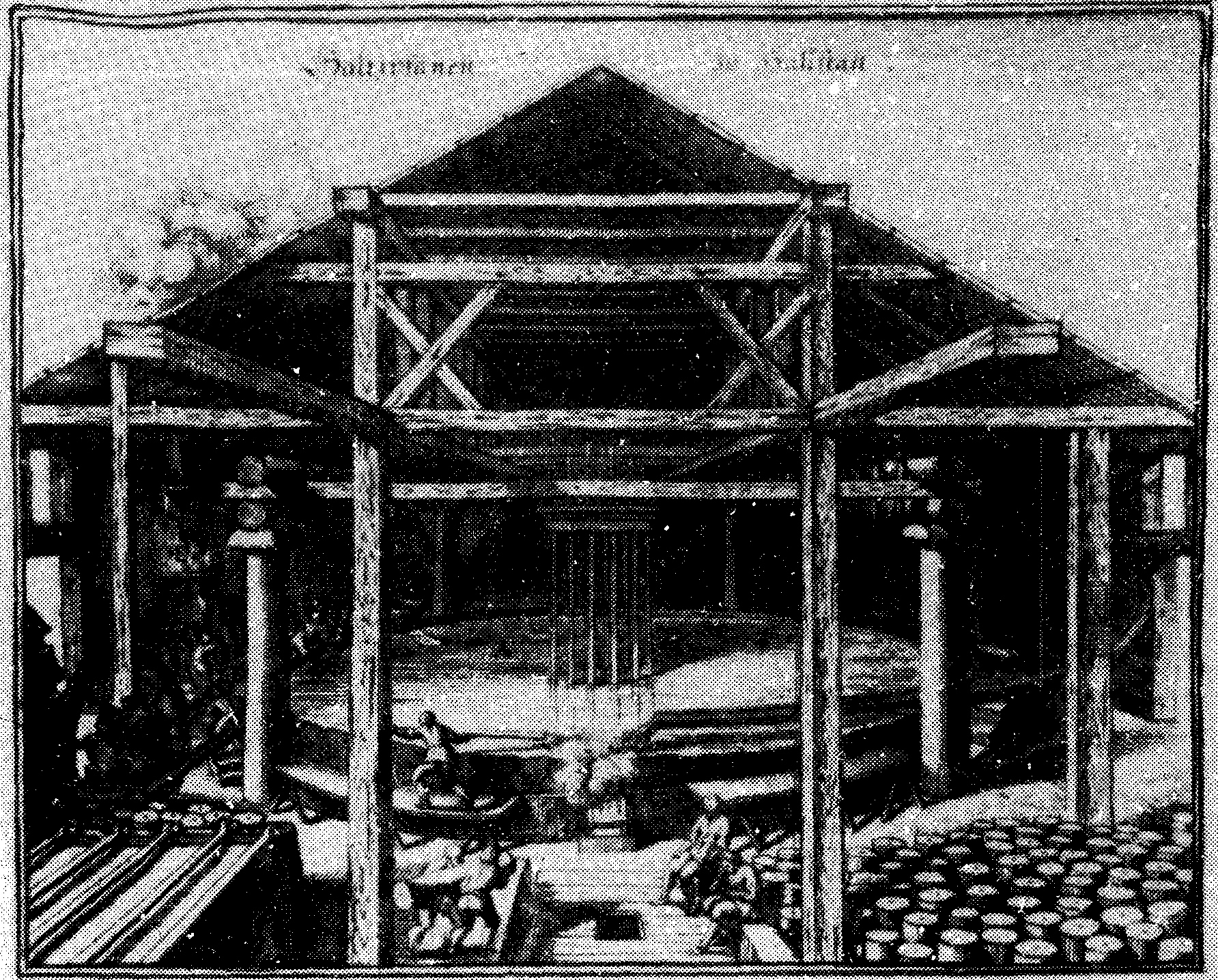
Salpeterlada i Hallstatt, Österrike.

Salpetersjudare var ett yrke vars uppgift bestod i att samla in urinindränkt jord för att kunna ta tillvara salpeter. Salpeter uppkommer när biologiskt material bryts ner i jord och en viktig källa för detta är stalljord. 

## Salpetersjudning i Sverige
På Gustav Vasas tid började armén allt mer övergå till eldvapen. De laddades med svartkrut, som till 75 % innehöll salpeter. Salpeter fanns i stor koncentration under ladugårdar. Tidigare hade huvuddelen av det krut som användes inköpts från utlandet, men man såg nu behovet av att storskaligt börja tillverka eget krut i Sverige. Följaktligen förklarades jorden under ladugårdarna för krono regale. Alla bönder (prästerna såg till att ingen blev glömd) tvingades leverera sin ålagda kvot av salpeterjord tillsammans med aska, ved och kol till närmaste sjuderi. Denna skyldighet ersattes 1634 av en salpeterskatt. Salpetersjudarna kom nu istället att själva hämta jorden under böndernas ladugårdar. Salpeterskatten ersattes 1801 av en skyldighet för varje mantal att årligen leverera 1/2 lispund salpeter till staten. 1830 upphörde salpeterskatten helt.
Bönderna ålades att ha trägolv i ladugårdarna för att denna salpeterbildning skulle kunna ske. Bönderna klagade över dessa pålagor och över sjudarnas besök. Sjudningen varade årligen från den 1 maj till 29 september. Denna sjudning pågick under 6–7 dagar eller tills ett ägg kunde flyta på ytan. Efter detta tillsattes kalk och aska vilket fick det ingående koksaltet att kristalliseras, och kunde därmed avlägsnas. Därefter fick det hela svalna till ca 25 grader då salpetern började kristalliseras. Denna råsalpeter transporterades sedan till krutbruken. Sjudarna hade rätt att ta bränsle för kokningen.
För att effektivisera och bättre kontrollera att all gödseljord togs tillvara tillsattes under den krigiska stormaktstiden speciella salpetersjudare, som reste omkring bland böndernas byar. De hade rätt att till och med låta sitt arbetslag bryta upp stallgolven. Dessutom skulle de hållas med mat och logi så länge arbetet pågick. När de var klara fick bönderna själva fylla på ny jord och eventuellt lägga nya golv i fähusen. De våldgästande statliga arbetarna, som vart femte år knackade på dörren, kallades föraktfullt ”pissegubbar”. 
De salpeterlador som anlades från och med mitten av 1700-talet tog vara på allt som kunde ge salpeter. Där blandades kalk och jord med latrininnehåll och ruttet kött från hushållen i städerna. Komposten kokades och urlakades. Arbetsförhållandena var mycket svåra och personalen bestod ofta av kvinnliga fångar under uppsikt av sjudare och vaktpersonal.
År 1723 gavs bönderna genom en kunglig förordning rätt att själva tillverka salpeter och att sälja denna till Kronans krut-tillverkare. Eftersom sjudarnas besök var ovälkomna utnyttjade bönderna alltmer denna rätt.
Vid riksdagen år 1800 bestämdes att kronans rätt till jorden under gårdarnas uthus skulle upphöra vid 1804 års slut. Men bönderna var fortfarande ålagda att leverera ½ lispund (4½ kg) salpeter årligen per hemman. Under 1800-talet upptäcktes stora salpetertillgångar i Sydamerika. Detta kunde användas vid kruttillverkning. Härigenom minskade behovet av salpetersjudning av jord. När sedan upptäckten av bomullskrutet gjorts upphörde sjudningen. Därmed upphörde ett näringsfång som bedrivits under nära 500 år och vållat både kronan och bönderna stora bekymmer.

## Salpetersjudare i litteraturen
- Den öländska författarinnan Margit Friberg skildrade i sin skönlitterära bok Skog har öron, mark har ögon (1975) salpetersjudares arbete på Öland vid tiden för Carl von Linnés öländska resa 1741.
- Theodor Erlandsson, skaparen av Bungemuseet på Gotland, har i boken En döende kultur (1935, 1980), Andra samlingen beskrivit en salpetersjudares mödor i uppsatsen Om salpetertillverkningen i forna dagar.
- Per Anders Fogelströms historiska roman Vävarnas barn (1981) utspelar sig delvis på Kungsholmens salpetersjuderi i Stockholm och beskriver i detalj hur utvinningen gick till.
- Sara Lidman skildrar i boken Vredens barn (1979) hur salpeterframställningen kunde gå till i Västerbotten.